# 65. ročník udílení cen Emmy
65. ročník udílení cen Emmy, oceňující nejlepší počiny americké televizního vysílání v období od 1. června 2012 do 31. května 2013, se konal dne 22. září 2013 v Nokia Theatre v Los Angeles. Přímý přenos vysílala televizní stanice CBS. Již podruhé předávání uváděl herec Neil Patrick Harris.

## Vítězové a nominovaní
Vítězi jsou uvedeni jako první a jsou vyznačeni tučně.

### Pořady
| Nejlepší komediální seriál | Nejlepší dramatický seriál |
| --- | --- |
| - Taková moderní rodinka (ABC) - Studio 30 Rock (NBC) - Teorie velkého třesku (CBS) - Girls (HBO) - Rozvedený se závazky (FX) - Viceprezident(ka) (HBO)                                                                | - Perníkový táta (AMC) - Panství Downton (PBS) - Hra o trůny (HBO) - Ve jménu vlasti (Showtime) - Dům z karet (Netflix) - Šílenci z Manhattanu (AMC)       |
| Nejlepší zábavný pořad | Nejlepší minisérie nebo televizní film |
| - The Colbert Report (Comedy Central) - The Daily Show with Jon Stewart (Comedy Central) - Jimmy Kimmel Live! (ABC) - Late Night with Jimmy Fallon (NBC) - Real Time with Bill Maher (HBO) - Saturday Night Live (NBC) | - Liberace! (HBO) - American Horror Story: Asylum (FX) - Bible (History) - Phil Spector (HBO) - Politická hra (USA Network) - Na jezeře (Sundance Channel) |
| Nejlepší reality soutěžní program | |
| - The Voice (NBC) - Dancing with the Stars (ABC) - Heidi Klum: svět modelingu (Lifetime) - Umíte tančit? (Fox) - The Amazing Race (CBS) - Top Chef (Bravo)                                                             | |

### Herectví

#### Hlavní role
| Nejlepší herec v komediálním seriálu | Nejlepší herečka v komediálním seriálu |
| --- | --- |
| - Jim Parsons jako Sheldon Cooper v seriálu Teorie velkého třesku (Epizoda: „The Habitation Configuration") (CBS) - Alec Baldwin jako Jack Donaghy v seriálu Studio 30 Rock (Epizoda: „A Goon's Deed in a Weary World") (NBC) - Louis C.K. jako Louie v seriálu Rozvedený se závazky (Epizoda: „Daddy's Girlfriend, Part 1") (FX) - Don Cheadle jako Marty Kaan v seriálu Profesionální lháři (Epizoda: „Hostile Takeover") (Showtime) - Matt LeBlanc jako on sám v seriálu Episodes (Epizoda: „Episode Two") (Showtime) - Jason Bateman jako Michael Bluth v seriálu Arrested Development (Epizoda: „Flight of the Phoenix") (Netflix) | - Julia Louis-Dreyfus jako viceprezidentka Selina Meyer v seriálu Viceprezident(ka) (Epizoda: „Running") (HBO) - Laura Dernová jako Amy Jellicoe v seriálu Mé nové Já (Epizoda: „All I Ever Wanted") (HBO) - Lena Dunham jako Hannah Horvath v seriálu Girls (Epizoda: „Bad Friend") (HBO) - Edie Falco jako Jackie Peyton v seriálu Sestřička Jackie (Epizoda: „Luck of the Drawing") (Showtime) - Tina Fey jako Liz Lemon v seriálu Studio 30 Rock (Epizody: „Hogcock!" / „Last Lunch") (NBC) - Amy Poehlerová jako Leslie Knope v seriálu Parks and Recreation (Epizody: „Emergency Response" / „Leslie and Ben") (NBC)                                                                                                  |
| Nejlepší herec v dramatickém seriálu | Nejlepší herečka v dramatickém seriálu |
| - Jeff Daniels jako Will McAvoy v seriálu Newsroom (Epizoda: „We Just Decided To") (HBO) - Hugh Bonneville jako Robert, vévoda z Granthamu v seriálu Panství Downton (Epizoda: „Episode Five") (PBS) - Bryan Cranston jako Walter White v seriálu Perníkový táta (Epizoda: „Say My Name") (AMC) - Jon Hamm jako Don Draper v seriálu Šílenci z Manhattanu (Epizoda: „In Care Of") (AMC) - Damian Lewis jako Nicholas Brody v seriálu Ve jménu vlasti (Epizoda: „Q&A") (Showtime) - Kevin Spacey jako Frank Underwood v seriálu Dům z karet (Epizoda: „Chapter 1") (Netflix)                                                             | - Claire Danesová jako Carrie Mathison v seriálu Ve jménu vlasti (Epizoda: „Q&A") (Showtime) - Connie Britton jako Rayna Jaymes v seriálu Nashville (Epizoda: „Pilot") (ABC) - Michelle Dockeryová jako Lady Mary Crawley v seriálu Panství Downton (Epizoda: „Episode One") (PBS) - Vera Farmiga jako Norma Louise Bates v seriálu Batesův motel (Epizoda: „First You Dream, Then You Die (Pilot)") (A&E) - Elisabeth Mossová jako Peggy Olson v seriálu Šílenci z Manhattanu (Epizoda: „The Better Half") (AMC) - Kerry Washingtonová jako Olivia Pope v seriálu Skandál (Epizoda: „Happy Birthday, Mr. President") (ABC) - Robin Wrightová jako Claire Underwood v seriálu Dům z karet (Epizoda: „Chapter 10") (Netflix) |
| Nejlepší herec v minisérii nebo televizním filmu | Nejlepší herečka v minisérii nebo televizním filmu |
| - Michael Douglas jako Liberace ve filmu Liberace! (HBO) - Benedict Cumberbatch jako Christopher Tietjens v minisérii Konec přehlídky (HBO) - Matt Damon jako Scott Thorson ve filmu Liberace! (HBO) - Toby Jones jako Alfred Hitchcock ve filmu Divka (HBO) - Al Pacino jako Phil Spector ve filmu Phil Spector (HBO) | - Laura Linneyová jako Cathy Jamison v minisérii Ve znamení raka (Showtime) - Jessica Lange jako sestra Jude Martin / Judy Martin v minisérii American Horror Story: Asylum (FX) - Helen Mirrenová jako Linda Kenney Baden ve filmu Phil Spector (HBO) - Elisabeth Mossová jako detektiv Robin Griffin ve filmu Na jezeře (Sundance Channel) - Sigourney Weaver jako Elaine Barrish v minisérii Politická hra (USA Network) |

#### Vedlejší role
| Nejlepší herec ve vedlejší roli v komediálním seriálu | Nejlepší herečka ve vedlejší roli v komediálním seriálu |
| --- | --- |
| - Tony Hale jako Gary Walsh v seriálu Viceprezident(ka) (Epizoda: „Running") (HBO) - Ty Burrell jako Phil Dunphy v seriálu Taková moderní rodinka (Epizoda: „Mistery Date") (ABC) - Adam Driver jako Adam Sackler v seriálu Girls (Epizoda: „It's Back") (HBO) - Jesse Tyler Ferguson jako Mitchell Pritchett v seriálu Taková moderní rodinka (Epizoda: „The Wow Factor") (ABC) - Bill Hader jako různé postavy v pořadu Saturday Night Live (Epizoda: „Host: Seth MacFarlane") (NBC) - Ed O'Neill jako Jay Pritchett v seriálu Taková moderní rodinka (Epizoda: „Bringing Up Baby") (ABC) | - Merritt Wever jako Zoey Barko v seriálu Sestřička Jackie (Epizoda: „Teachable Moments") (Showtime) - Mayim Bialik jako Amy Farrah Fowler v seriálu Teorie velkého třesku (Epizoda: „The Fish Guts Displacement") (CBS) - Julie Bowen jako Claire Dunphy v seriálu Taková moderní rodinka (Epizoda: „My Hero") (ABC) - Anna Chlumsky jako Amy Brookheimer v seriálu Viceprezident(ka) (Epizoda: „First Response") (HBO) - Jane Krakowski jako Jenna Maroney v seriálu Studio 30 Rock (Epizody: „Hogcock!" / „Last Lunch") (NBC) - Jane Lynch jako Sue Sylvester v seriálu Glee (Epizoda: „Feud") (Fox) - Sofía Vergara jako Gloria Delgado-Pritchett v seriálu Taková moderní rodinka (Epizoda: „Yard Sale") (ABC) |
| Nejlepší herec ve vedlejší roli v dramatickém seriálu | Nejlepší herečka ve vedlejší roli v dramatickém seriálu |
| - Bobby Cannavale jako Gyp Rosetti v seriálu Impérium – Mafie v Atlantic City (Epizoda: „Sunday Best") (HBO) - Jonathan Banks jako Mike Ehrmantraut v seriálu Perníkový táta (Epizoda: „Say My Name") (AMC) - Jim Carter jako Charles Carson v seriálu Panství Downton (Epizoda: „Episode Six") (PBS) - Peter Dinklage jako Tyrion Lannister v seriálu Hra o trůny (Epizoda: „Second Sons") (HBO) - Mandy Patinkin jako Saul Berenson v seriálu Ve jménu vlasti (Epizoda: „The Choice") (Showtime) - Aaron Paul jako Jesse Pinkman v seriálu Perníkový táta (Epizoda: „Buyout") (AMC)       | - Anna Gunn jako Skyler White v seriálu Perníkový táta (Epizoda: „Fifty-One") (AMC) - Morena Baccarin jako Jessica Brody v seriálu Ve jménu vlasti (Epizoda: „State of Independence") (Showtime) - Christine Baranski jako Diane Lockhart v seriálu Dobrá manželka (Epizoda: „The Seven Day Rule") (CBS) - Christina Hendricks jako Joan Harris v seriálu Šílenci z Manhattanu (Epizoda: „A Tale of Two Cities") (AMC) - Emilia Clarkeová jako Daenerys Targaryen v seriálu Hra o trůny (Epizoda: „And Now His Watch Is Ended") (HBO) - Maggie Smithová jako Violet, hraběnka z Granthamu v seriálu Panství Downton (Epizoda: „Episode One") (PBS)                                                                  |
| Nejlepší herec ve vedlejší roli v minisérii nebo televizním filmu | Nejlepší herečka ve vedlejší roli v minisérii nebo televizním filmu |
| - James Cromwell jako Dr. Arthur Arden / Hans Grüper v minisérii American Horror Story: Asylum (FX) - Scott Bakula jako Bob Black ve filmu Liberace! (HBO) - John Benjamin Hickey jako Sean Tolke v minisérii Ve znamení raka (Showtime) - Peter Mullan jako Matt Mitcham v seriálu Na jezeře (Sundance Channel) - Zachary Quinto jako Dr. Oliver Thredson v minisérii American Horror Story: Asylum (FX) | - Ellen Burstynová jako Margaret Barrish v minisérii Politická hra (USA Network) - Sarah Paulsonová jako Lana Winters v minisérii American Horror Story: Asylum (FX) - Charlotte Rampling jako starší Eva Delectorskaya v minisérii Restless (BBC One/Sundance Channel) - Imelda Staunton jako Alma Hitchcock ve filmu Dívka (HBO) - Alfre Woodardová jako Louisa „Ouiser" Boudreaux ve filmu Ocelové magnólie (Lifetime) |

### Choreografie
| Nejlepší choreografie |
| --- |
| - Derek Hough za Dancing with the Stars (Tance: „Hey Pachuco" / „Para Los Rumberos" / „Walking on Air") (ABC) - Warren Carlyle za Rodgers & Hammerstein's Carousel (Live From Lincoln Center) (PBS) - Tabitha & Napoleon D'umo za Umíte tančit? (Tance: „Call of the Wild (Circle of Life)" / „Love Cats" / „Beautiful People") (Fox) - Allison Holker & Derek Hough za Dancing with the Stars (Tance: „Heart Cry" / "Stars") (ABC) - Mandy Mooreová za Umíte tančit? (Tance: „The Power of Love" / „Wild Horses") (Fox) - Sonya Tayeh za Umíte tančit? (Tance: „Possibly Maybe" / „Turning Page" / "Sail") (Fox) - Travis Wall za Umíte tančit? (Tance: „Where the Light Gets In" / „Without You" / "Unchained Melody") (Fox) |

### Režie
| Nejlepší režie komediálního seriálu | Nejlepší režie dramatického seriálu |
| --- | --- |
| - Taková moderní rodinka (Epizoda: „Arrested"), režie Gail Mancuso (ABC) - Studio 30 Rock (Epizody: „Hogcock!" / „Last Lunch"), režie Beth McCarthy-Miller (NBC) - Glee (Epizoda: „Diva"), režie Paris Barclay (Fox) - Girls (Epizoda: „On All Fours"), režie Lena Dunham (HBO) - Rozvedený se závazky (Epizoda: „New Year's Eve"), režie Louis C.K. (FX) | - Dům z karet (Epizoda: „Chapter 1"), režie David Fincher (Netflix) - Impérium – Mafie v Atlantic City (Epizoda: „Margate Sands"), režie Tim Van Patten (HBO) - Perníkový táta (Epizoda: „Gliding Over All"), režie Michelle MacLaren (AMC) - Ve jménu vlasti (Epizoda: „Q&A"), režie Lesli Linka Glatter (Showtime) - Panství Downton (Epizoda: „Episode Four"), režie Jeremy Webb (PBS) |
| Nejlepší režie zábavného pořadu | Nejlepší režie minisérie, televizního filmu nebo dramatického speciálu |
| - Saturday Night Live, režie Don Roy King (NBC) - The Colbert Report, režie James Hoskinson (Comedy Central) - The Daily Show with Jon Stewart, režie Chuck O'Neil (Comedy Central) - Jimmy Kimmel Live!, režie Andy Fisher (ABC) - Noční show Davida Lettermana, režie Jerry Foley (CBS) - Portlandia, režie Jonathan Krisel (IFC)                       | - Liberace!, režie Steven Soderbergh (HBO) - Dívka, režie Julian Jarrold (HBO) - Phil Spector, režie David Mamet (HBO) - Ohnivý armagedon, režie Allison Anders (Lifetime) - Na jezeře (Epizoda: „Part 5"), režie Jane Campion a Garth Davis (Sundance Channel) |

### Scénář
| Nejlepší scénář pro komediální seriál | Nejlepší scénář pro dramatický seriál |
| --- | --- |
| - Studio 30 Rock (Epizoda: „Last Lunch"), scénář Tina Fey a Tracey Wigfield (NBC) - Studio 30 Rock (Epizoda: „Hogcock!"), scénář Jack Burditt a Robert Carlock (NBC) - Epizody (Epizoda: „Episode Nine"), scénář David Crane a Jeffrey Klarik (Showtime) - Rozvedený se závazky (Epizoda: „Daddy's Girlfriend, Part 1"), scénář Pamela Adlon a Louis C.K. (FX) - Kancl (Epizoda: „Finale"), scénář Greg Daniels (NBC) | - Ve jménu vlasti (Epizoda: „Q&A"), scénář Henry Bromell (Showtime) - Perníkový táta (Epizoda: „Dead Freight"), scénář George Mastras (AMC) - Perníkový táta (Epizoda: „Say My Name"), scénář Thomas Schnauz (AMC) - Panství Downton (Epizoda: „Episode Four"), scénář Julian Fellowes (PBS) - Hra o trůny (Epizoda: „The Rains of Castamere"), scénář David Benioff a D.B. Weiss (HBO) |
| Nejlepší scénář pro zábavný pořad | Nejlepší scénář pro minisérii, televizní film nebo dramatický speciál |
| - The Colbert Report (Comedy Central) - The Daily Show with Jon Stewart (Comedy Central) - Jimmy Kimmel Live! (ABC) - Portlandia (IFC) - Real Time with Bill Maher (HBO) - Saturday Night Live (NBC) | - The Hour, scénář Abi Morgan (BBC America) - Liberace!, scénář Richard LaGravenese (HBO) - Konec přehlídky, scénář Tom Stoppard (HBO) - Phil Spector, scénář David Mamet (HBO) - Na jezeře, scénář Jane Campion a Gerard Lee (Sundance Channel) |

## Nejvíce nominací
Podle televizní společnosti
- HBO – 37
- NBC – 22
- Showtime – 17
- ABC – 16
- AMC – 15
- Netflix – 14
- FX – 11
- CBS/Warner Channel – 10
- PBS – 7
- Sundance Channel – 5
- Fox – 5
- USA Network – 3

Podle pořadu
- Studio 30 Rock (NBC) – 9
- Perníkový táta (AMC) / Taková moderní rodinka (ABC) / Saturday Night Live (NBC) – 8
- Panství Downton (PBS) / Ve jménu vlasti (Showtime) / Šílenci z Manhattanu (AMC) – 7
- Liberace! (HBO) – 6
- American Horror Story: Asylum (FX) / Hra o trůny (HBO) / Rozvedený se závazky (FX) / Phil Spector (HBO) / Na jezeře (Sundance Channel) – 5
- Girls (HBO) / Dům z karet (Netflix) / Teorie velkého třesku (CBS) / Dobrá manželka (CBS) / Viceprezident(ka) (HBO) – 4
- Politická hra (USA Network) – 3

## Nejvíce výher
- Liberace! (HBO) – 3
- Perníkový táta (AMC) / Ve jménu vlasti (Showtime) / Taková moderní rodinka (American Broadcasting Company) / The Colbert Report (Comedy Central) / Viceprezident(ka) (HBO) – 2

## Předávající
- Malin Åkermanová
- Stephen Amell
- Will Arnett
- Alec Baldwin
- Andre Braugher
- Connie Britton
- Dan Bucatinsky
- Diahann Carroll
- Don Cheadle
- Emilia Clarkeová
- Bryan Cranston
- Matt Damon
- Claire Danesová
- Emily Deschanelová
- Zooey Deschanelová
- Michael Douglas
- Edie Falco
- Jimmy Fallon
- Anna Farisová
- Will Ferrell
- Tina Fey
- Michael J. Fox
- Tim Gunn
- Jon Hamm
- Alyson Hanniganová
- Mark Harmon
- Allison Janney
- Mindy Kaling
- Jimmy Kimmel
- Heidi Klumová
- Melissa Leo
- LL Cool J
- Jane Lynch
- Julianna Margulies
- Margo Martindale
- Dylan McDermott
- Bob Newhart
- Jim Parsons
- Amy Poehlerová
- Carrie Preston
- Rob Reiner
- Cobie Smulders
- Blair Underwood
- Sofía Vergara
- Kerry Washingtonová

## In memoriam
- Robin Williams uvedl poctu Jonathanu Wintersovi
- Rob Reiner uvedl poctu Jean Stapleton
- Jane Lynch uvedla poctu Corymu Monteithovi
- Michael J. Fox uvedl poctu Garymu Davidovi Goldbergovi
- Edie Falco uvedl poctu Jamesovi Gandolfinimu